# 中村玉绪
中村玉绪（日语：／ Nakamura Tamao，1939年7月12日—），女，日本演员。曾获得藍絲帶獎最佳女配角、日刊體育電影大獎最佳女配角獎等奖项。